# Motýlek rudouchý
Motýlek rudouchý (Uraeginthus bengalus) je drobný exotický pták z řádu pěvců, čeledi astrildovití (Estrildidae). Díky jeho exotickému vzhledu jej je možné často vidět i u soukromých chovatelů.

## Taxonomie

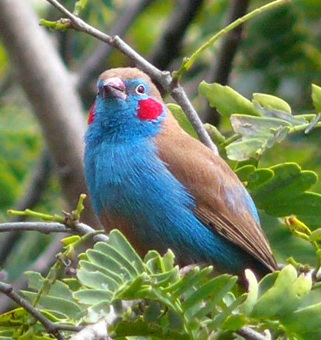
Motýlek rudouchý v Keni

Motýlka rudouchého poprvé popsal Linnaeus ve své knize Systema Naturae roce 1766 a pravděpodobně se jednalo o vzorek z Keni. Blízkým příbuzným motýlka rudouchého je pravděpodobně motýlek angolský. Oficiálně je uznáváno pět poddruhů:
- Uraeginthus bengalus bengalus (Linnaeus, 1766)
- Uraeginthus bengalus brunneigularis (Mearns, 1911)
- Uraeginthus bengalus katangae (Vincent, 1934)
- Uraeginthus bengalus littoralis (van Someren, 1922)
- Uraeginthus bengalus ugogensis (Reichenow, 1911)

Rozeznat jednotlivé poddruhy je poměrně těžké, především proto, že se mezi sebou ve volné přírodě mohou křížit. Obecně platí, že se mezi sebou liší v sytosti barev a postavě. Příkladem je třeba to, že jedinec z Keni (viz obrázek vlevo) je očividně těžší a se sytějšími barvami, než jedinec z Austrálie (viz obrázek vpravo).

## Výskyt a rozšíření
Je rozšířen v Africe od Senegalu po Etiopii, jižně přes Východní Afriku až po Zambii. Celkově obývá asi 7 700 000 km². Motýlku rudouchému vyhovuje suché počasí, vlhkost je mu nepříjemná. Vyhledává proto suchá místa v blízkosti vodních toků, polí nebo lidských obydlí. Obzvláště vyhledává pole obehnané lesy, ve kterých se může skrýt, pokud to situace vyžaduje, a přesto zde má mnoho potravy.

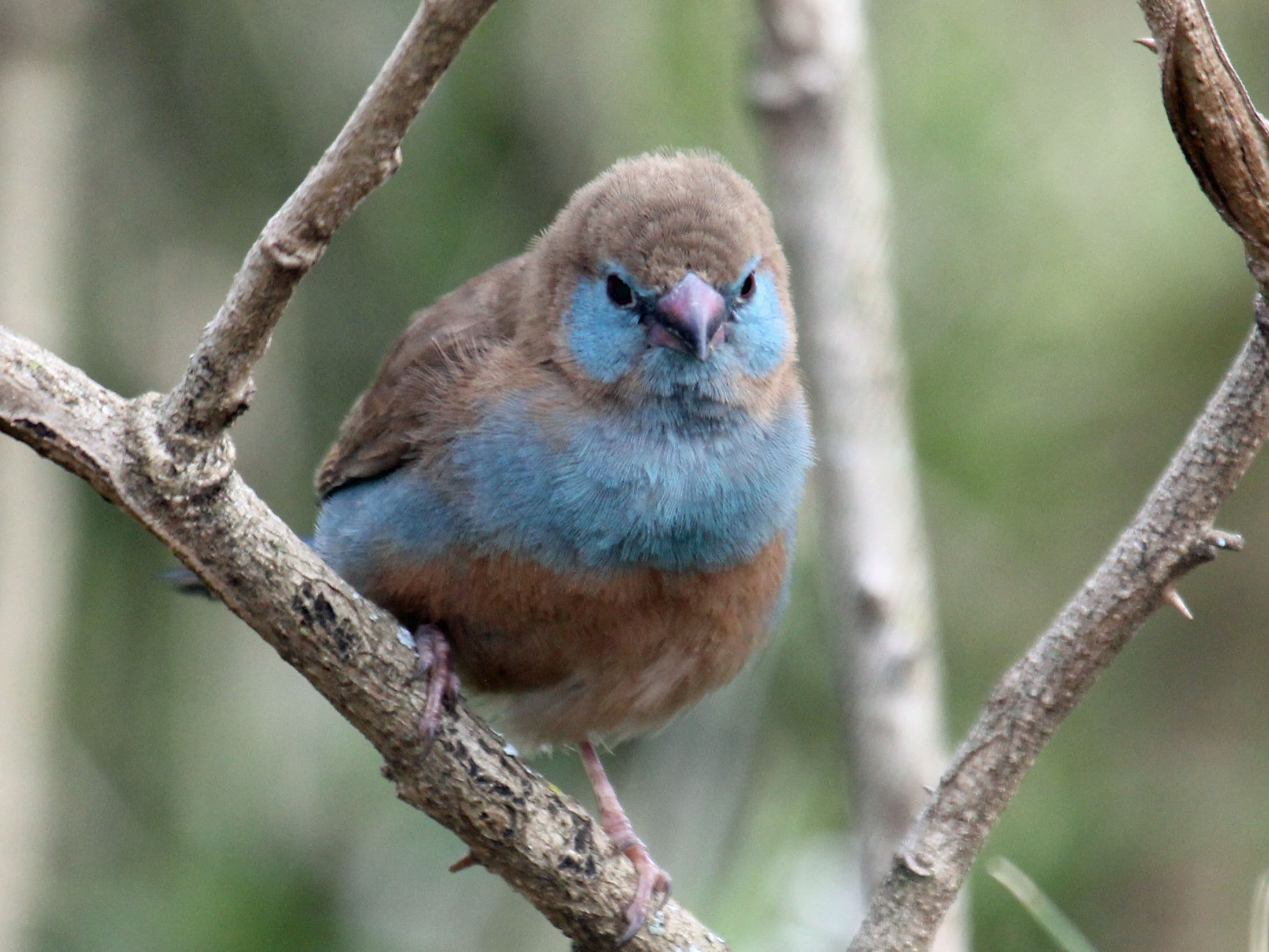
Samička motýlka rudouchého

Dle IUCN se jedná o málo dotčený, tedy nechráněný druh. Asi největší populace se nacházejí v Keni.

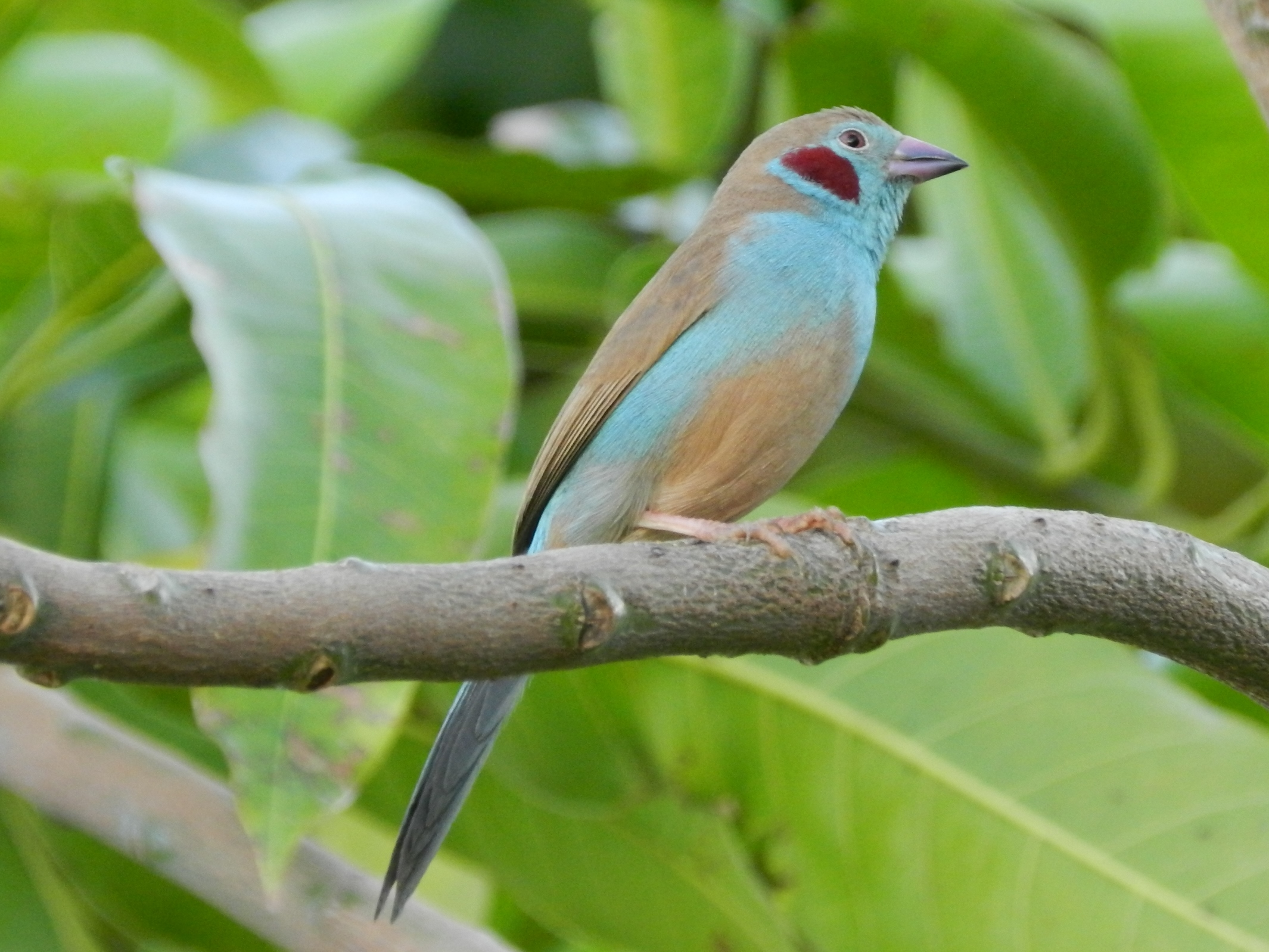
Motýlek rudouchý v Čadu

## Popis
Jedná se o drobného a lehkého ptáka, ale s mírně zavalitou postavou. Přesný tvar postavy se může u jednotlivých poddruhů lišit. Délka těla se pohybuje okolo 12 cm. Pohlavní dimorfismus je výrazný i pro začátečníka a spočívá především v tom, že samičky nemají červenou skvrnu na hlavě, na rozdíl od samečků.
Převládající a zároveň základové zbarvení je blankytně modré. Témě, zadní krk a křídla jsou hnědé, s nádechem šedé. Břicho a spodní ocasní krovky jsou světle šedohnědé s červeným nádechem. Po stranách hlavy mají velmi nápadnou, jasně červenou skvrnu. Právě od této skvrny je odvozen český název, motýlek rudouchý, Oči mají hnědé, zobák šedavě červený s černou špičkou, nohy béžové. Od ostatních astrildovitých se liší především svým zobákem, který není příliš těžký a velký, naopak je malý, krátký a lehký. Dosahuje délky 12 cm.

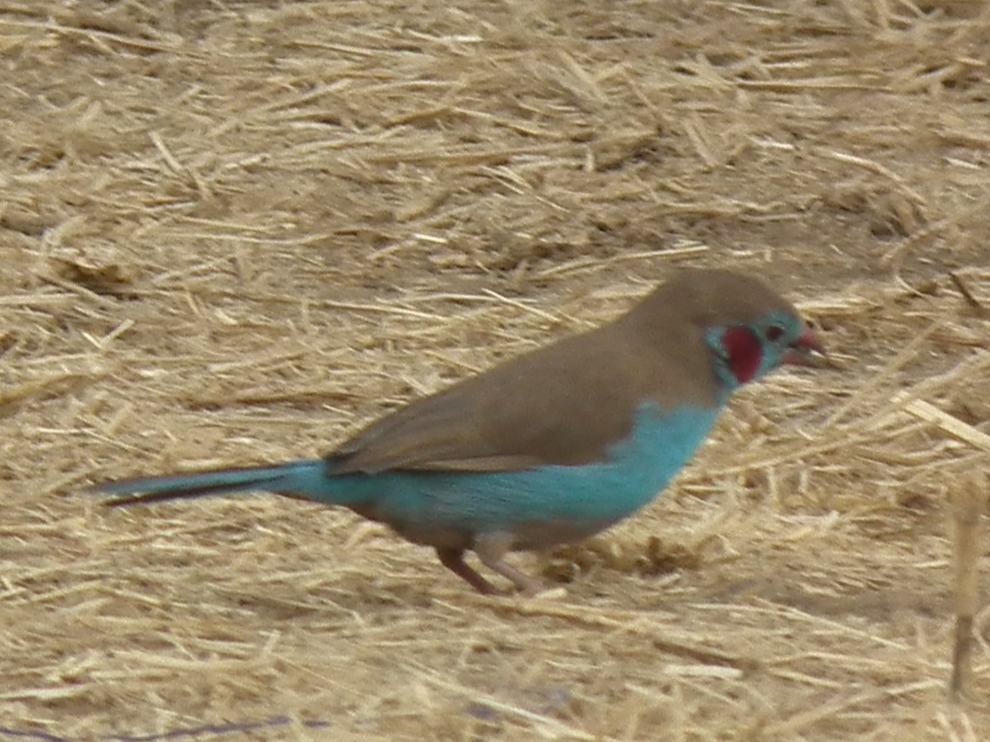

## Ekologie
Jedná se o denního ptáka, který v noci spí v keřích nebo vysoké trávě a přes den sbírá potravu. Motýlci žijí v párech nebo malých rodinných skupinách. Živí se semeny travin, bobulemi nebo drobným hmyzem.
Období hnízdění začíná v době dešťů. Jako u většiny astrildovitých ptáků, i u tohoto druhu probíhá tokání stejně; sameček má v zobáku klas a předvádí se s ním před samičkou. Společně pak postaví kulaté hnízdo ze suché trávy s postranním, většinou kulatým vchodem. Bývá postaveno ve stromech, keřích či střechách. Samička snáší 4 až 7 vajíček. Mláďata se líhnou asi po 12 dnech, z hnízda pak vylétají asi po dalších třech týdnech.